# Mark Dismore
Mark Austin Dismore (Greenfield, 12 de outubro de 1956) é um ex-automobilista dos Estados Unidos, conhecido por sua passagem pela IRL (atual IndyCar) entre 1996 e 2002.

## Carreira
Campeão da Fórmula Pacific em 1990, Dismore alcançaria destaque nas 24 Horas de Daytona de 1993, quando em parceria com Rocky Moran e P. J. Jones, venceria a prova de longa duração pilotando um Toyota GTP da All American Racers. Pela CART, estreou em 1989 pela equipe Mann Motorsports, disputando o GP de Mid-Ohio, onde abandonou. Ele ainda se inscreveu para 4 etapas da temporada de 1991, incluindo as 500 Milhas de Indianápolis, onde sofreu um violento acidente nos treinos quando o Penske-Buick #12 da Arciero Racing tocou o muro e bateu de traseira, atingindo a mureta dos boxes e parando em seguida, completamente destruído. Levado ao hospital, sofreu lesões no pescoço e no pé, além de ter fraturado a perna. Recuperado, voltou à Mann Motorsports em 1992 novamente para tentar uma vaga nas 500 Milhas, não sendo bem-sucedido.
No mesmo ano, ingressou na Fórmula Toyota Atlantic, onde competiu até 1995, porém seu desempenho não foi suficiente para promover seu retorno à CART em 1996.

### Indy Racing League
Ainda em 1996, Dismore disputou a primeira de suas 58 provas na IRL - novamente as 500 Milhas de Indianápolis, sendo que esta foi a primeira participação dele na corrida, onde terminou em 19° lugar, pilotando pela Menard.
Na temporada seguinte, foram mais duas provas pela mesma escuderia até ele se mudar para a Kelley Racing, onde ficaria até 2001 e conseguiria seus quatro pódios, quatro voltas mais rápidas e sua única vitória na categoria, no GP do Texas de 2001, quando Dismore já tinha 44 anos.
Em 2002, aos 45 anos de idade, assinou com a Sam Schmidt Motorsports, somente para correr a Indy 500. A partir da etapa de Pikes Peak, confirmou seu retorno à Menard para as últimas provas da temporada. Após terminar o GP de Michigan em 19° lugar, Dismore anunciou sua aposentadoria.

## Links
- Estatísticas de Mark Dismore - Racing-Reference (em inglês)